# Instytut Kondakowa
Instytut Kondakowa lub Seminarium Kondakowa – instytut naukowy istniejący w latach 1926-1938 w Pradze, 1938 przeniesiony do Belgradu (do 1941). 
W latach 20. XX wieku Praga była czołowym intelektualnym ośrodkiem rosyjskiej diaspory. Władze czechosłowackie zainwestowały sporo środków w rozwój rosyjskich instytucji, licząc na krótkotrwałość rządów komunistycznych w Rosji. Środowisko rosyjskich historyków, historyków sztuki, archeologów było skupione wokół Nikodima Kondakowa. Po jego śmierci (1925) w 1926 roku utworzono Instytut Kondakowa w Pradze. Instytut ten, który zasłynął swoją działalnością wydawniczą a był także ośrodkiem badań bizantynistycznych i archeologicznych. Znajdował się początkowo w Pradze a od 1938 r. w Belgradzie. W 1941 został nie tylko zniszczony w czasie nalotu niemieckiego, lecz stracił jednocześnie dwu ze swoich najwybitniejszych pracowników. Instytut wydawał pismo „Annales de l’Institut Kondakov”. Wśród jego pracowników był m.in. Gieorgij Wiernadski. 